# Vallis Palitzsch
La Vallis Palitzsch è una struttura geologica della superficie della Luna.